# Gustaf Hellsing
Per Gustaf Bernhard Hellsing, född 3 maj 1889 i Ödestugu församling, Jönköpings län, död 7 mars 1974 i  Borås Gustav Adolfs församling, Älvsborgs län, var en svensk målare. 
Han var son till järnarbetaren Per August Hellsing och Hilda Kristina Krantz och från 1922 gift med Karin Eriksson. Han studerade vid Wilhelmsons målarskola i Stockholm 1919 och vid Simonsson-Castelli Akademie i Dresden och Heymanns Akademie i München 1922 samt under ett stort antal studieresor till bland annat Bornholm, Norge, Marocko, Frankrike och Spanien. Separat ställde han bland annat ut i Örebro, Jönköping, Stockholm, Borås, Tidaholm och Huskvarna samt i ett flertal grupp- och samlingsutställningar i Stockholm, Göteborg, Borås och Skövde. Hans konst består av  porträtt och landskap från Boråstrakten, ofta vårmotiv, samt landskap från Gotland nästan uteslutande utförda i olja eller akvarell. Från sin resa till Marocko 1947 målade han en större serie pittoreska stadsbilder och folklivsskildringar. Hellsing är representerad vid Borås och Sjuhäradsbygdens konstsamling och Huskvarna hembygdsmuseum.